# روبرت مازان
روبرت مازان (انگلیسی: Róbert Mazáň؛ زادهٔ ۹ فوریهٔ ۱۹۹۴) بازیکن فوتبال اهل اسلواکی است که در پست مدافع چپ در لیگ حرفه‌ای دسته اول فوتبال بلغارستان برای باشگاه هبار پازارجیک بازی می‌کند.
وی همچنین در تیم‌های ملی فوتبال زیر ۱۵ سال اسلواکی, زیر ۱۶ سال اسلواکی, زیر ۱۷ سال اسلواکی, زیر ۱۹ سال اسلواکی، زیر ۲۱ سال اسلواکی، و اسلواکی بازی کرده‌است.